# Dietmar Kienast
Pour les articles homonymes, voir Kienast.
Dietmar Kienast (né le 22 août 1925 à Berlin et mort le 13 février 2012 à Olching) est un historien allemand de l'Antiquité. 

## Biographie
Le père de Kienast est le germaniste Richard Kienast. Il étudie au lycée humaniste de 1935 à 1944 à Berlin et Heidelberg. De 1944 à 1947, il étudie l'histoire ancienne et la philologie classique à l'Université de Heidelberg et au semestre d'été de 1949 et au semestre d'hiver de 1949/50 à l'Université de Hambourg. Il doit interrompre ses études en raison du service militaire et de sa captivité soviétique d'août 1944 à août 1946. Kienast obtient son doctorat au semestre d'été 1953 à Heidelberg de Hans Schaefer avec une thèse sur Caton l'Ancien. Aujourd'hui, l'œuvre est considérée comme la meilleure introduction à la vie de Caton, dans laquelle de nombreux préjugés à l'égard de la personne sont mis en perspective. Du début de 1956 à mars 1958, Kienast est l'assistant de Hans Ulrich Instinsky à l'Université de Mayence. Il se rend ensuite à Munich et travaillé sur le catalogue de pièces anciennes. En juillet 1958, il devient assistant de Konrad Kraft à l'Université de Francfort-sur-le-Main. À Francfort, il travaille également comme professeur privé d'histoire ancienne à partir de 1963. Pendant un semestre, il est professeur d'histoire ancienne à l'Université de la Sarre. En 1965, il est nommé professeur titulaire à la chaire d'histoire ancienne de Marbourg. De 1972 jusqu'à sa retraite en 1990, il enseigne à l'Université de Düsseldorf. En décembre 1983, Kienast devient membre à part entière de l'Institut archéologique allemand. 
Kienast étudie toutes les périodes de l'antiquité, de l'âge archaïque des Grecs à la fin de l'Antiquité. Son ampleur scientifique inhabituelle est également évidente dans sa gestion confiante des preuves numismatiques, épigraphiques et archéologiques. Kienast est considéré comme le principal expert de l'Empire romain. Sa Römische Kaisertabelle, qui prend fin avec la division de l'empire en 395, est devenue un ouvrage standard dans la recherche et l'enseignement de l'histoire ancienne. Les dirigeants individuels sont traités par ordre chronologique. Le travail fournit des informations sur la naissance, l'origine, la carrière et l'accession au pouvoir. Elle est suivie sous forme de tableau des dates les plus importantes du règne et de la liste des consulats, de la puissance tribunitienne, des acclamations impérialistes et des noms des gagnants. Après les dirigeants individuels, il existe un calendrier des dates impériales (pp. 345–374) et des tableaux de famille pour les familles régnantes (pp. 377–382). 
La biographie d'Auguste publiée en 1982 est la première représentation moderne de l'ère augustéenne et n'est pas expressément destinée à être une biographie, mais plutôt une étude de la période augustéenne. Il est considéré comme "indispensable pour l'étude académique d'Auguste", comme le juge l'historien antique Heinrich Schlange-Schöningen. La cinquième édition est publiée en 2014. Contrairement à la plupart des anciens historiens de son temps, Kienast s'intéresse moins aux problèmes détaillés qu'aux grands contextes de l'antiquité. Ses étudiants universitaires comprennent Frank Bernstein et Ruprecht Ziegler . 
Kienast décèdeà l'âge de 86 ans le 13 février 2012 à Olching. Il n'a pas pu achever un livre sur les guerres médiques. 

## Travaux
- Cato der Zensor. Seine Persönlichkeit und seine Zeit. Mit einem kritisch durchgesehenen Neuabdruck der Redefragmente Catos. Quelle und Meyer, Heidelberg 1954 (Zugleich: Heidelberg, Universität, Dissertation, 1953).
  - unter dem Titel Cato der Zensor. Seine Persönlichkeit und seine Zeit. Mit einem Abdruck einiger Redefragmente Catos als Anhang. Unveränderter Nachdruck der 1954 beim Verlag Quelle & Meyer, Heidelberg, erschienenen 1. Auflage, um ein bibliographisches Nachwort erweitert. Wissenschaftliche Buchgesellschaft, Darmstadt 1979,  (ISBN 3-534-07146-8).
- Untersuchungen zu den Kriegsflotten der römischen Kaiserzeit (= Antiquitas. Reihe 1: Abhandlungen zur alten Geschichte. Bd. 13). Habelt, Bonn 1966 (Zugleich: Frankfurt am Main, Universität, Habilitations-Schrift vom 12. Juni 1963).
- Kleine Schriften. Herausgegeben von Raban von Haehling, Otfried von Vacano und Ruprecht Ziegler. Scientia-Verlag, Aalen 1994,  (ISBN 3-511-00270-2).
- Römische Kaisertabelle. Grundzüge einer römischen Kaiserchronologie. Wissenschaftliche Buchgesellschaft, Darmstadt 1990,  (ISBN 3-534-07532-3) (5. Auflage (unveränderter Nachdruck der 2. durchgesehenen und erweiterten Auflage 1996). ebenda 2011,  (ISBN 978-3-534-24672-4)).
- Augustus. Prinzeps und Monarch. Wissenschaftliche Buchgesellschaft, Darmstadt 1982,  (ISBN 3-534-07058-5) (5., gegenüber der 4. um ein Vorwort erweiterte Auflage. von Zabern, Darmstadt 2014,  (ISBN 3-8053-4844-4)).